# Libro de música de vihuela

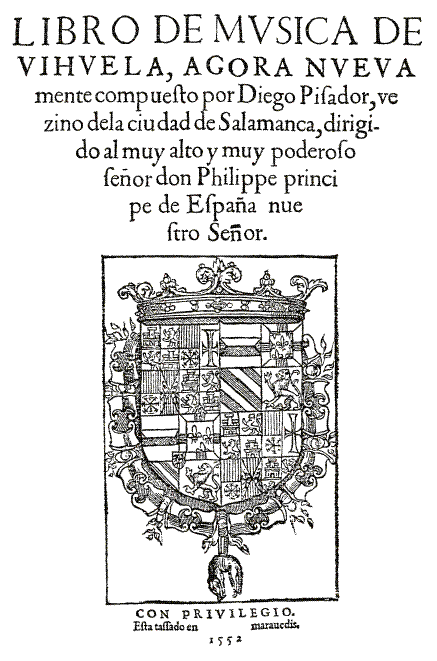
Portada de Libro de música de vihuela.

Libro de música de vihuela es un libro de obras para vihuela sola y vihuela y canto, publicado por el compositor y vihuelista español Diego Pisador. El libro fue publicado en Salamanca en 1552 y está dedicado al rey Felipe II. Pisador afirma en el libro que trabajó en él durante seis años. Sin embargo, Felipe II asegura, en el permiso concedido para la publicación del libro, que trabajó en él durante más de quince.

## Las obras
La publicación está dividida en 7 libros y consta de 95 piezas, aunque si consideramos, como Pisador hizo, cada una de las partes de las misas como una obra separada, tendremos un total de 186 piezas. Algunas composiciones son para vihuela y canto (58 piezas) y otras para vihuela sola (37 piezas). 
Entre los géneros musicales representados en el libro, tenemos: movimientos de misas, motetes, fantasías, villancicos, romances, madrigales, pavanas, endechas, sonetos, diferencias y chansons.
En algunas de las piezas que incluyen voz cantable, ya lleve texto como en los motetes y misas, o no, como en las fantasías, Pisador utiliza notación en cifra de color rojo. Esta técnica ya había sido utilizada por el también vihuelista Enríquez de Valderrábano en su Silva de Sirenas. En otras ocasiones, como en el libro séptimo, se utiliza notación mensural, con el canto escrito en su propio pentagrama.
Como es habitual entre las publicaciones de vihuela de su tiempo, muchas de las obras que incluye son transcripciones para vihuela o vihuela y canto de obras de otros compositores entre los que encontramos: Juan Vázquez, Juan García de Basurto, Mateo Flecha el viejo, Pedro Guerrero, Josquin Des Pres, Nicolas Gombert, Adrian Willaert, Jean Mouton, Jacques Arcadelt, V. Fontana y S. Festa.
A continuación se detallan las piezas que componen cada uno de los libros. Las obras marcadas con (*) son para voz y vihuela y el resto para vihuela sola.

### Libro I
| N.º | Obra                                               | Compositor     | Género musical | Grabaciones                       |
| --- | -------------------------------------------------- | -------------- | -------------- | --------------------------------- |
| 1   | Conde claros (37 diferencias)                      |                | diferencia     | SAT                               |
| 2   | Las bacas (Gúardame las vacas) (12 diferencias)    |                | diferencia     |                                   |
| 3   | Pavana muy llana para tañer                        |                | pavana         | FRE, PLA, ABT, MOR                |
| 4   | Dezilde al cavallero que                           |                | canción        | FRE, RIA, MOR, ALF, RIV           |
| 5*  | A las armas moriscote                              |                | romance        |                                   |
| 6*  | Guarte, guarte el rey don Sancho                   |                | romance        | Lorengar y Behrend; ALF           |
| 7*  | Quien huviesse tal ventura                         |                | romance        | SAR                               |
| 8*  | La mañana de sant Juan                             |                | romance        | JOR, RUM, ROM, OLA, RIA, SAN, MTO |
| 9*  | Passeavase el rey moro                             |                | romance        |                                   |
| 10* | Paraqu'es dama tanto quereros. Endechas de canaria |                | endecha        | VIC, IBE, UMB, RIA                |
| 11* | Passando el mar leandro                            | Pedro Guerrero | soneto         |                                   |
| 12* | Flerida para mi dulce y sabrosa                    |                | soneto         | UMB, ORP                          |
| 13  | Fantasia sobre la sol fa re mi a tres bozes        |                | fantasía       |                                   |
| 14  | Fantasia a tres                                    |                | fantasía       |                                   |

### Libro II
| N.º | Obra                       | Compositor   | Género musical | Grabaciones             |
| --- | -------------------------- | ------------ | -------------- | ----------------------- |
| 15* | Si la noche haze escura    |              | villancico     | RUM, RIA, JMM, ALF, MTO |
| 16* | Y con que la lavare        |              | villancico     | FER                     |
| 17* | Quien tuviesse tal poder   |              | villancico     | IBE, MTO                |
| 18* | Partense partiendo yo      |              | villancico     | FER                     |
| 19* | Pues te partes y te vas    |              | villancico     |                         |
| 20* | No me llames sega la erva  |              | villancico     | VIC                     |
| 21* | Si te quitasse los hierros |              | villancico     | UMB                     |
| 22  | Si me llaman a mi llaman   | Juan Vázquez | villancico     | RIV                     |
| 23* | En la funete del rosel     | Juan Vázquez | villancico     | BER, ROM, CAB           |
| 24* | Por una vez                | Juan Vázquez | villancico     |                         |
| 25* | Aquellas sierras madre     |              | villancico     |                         |
| 26* | Gentil cavallero           |              | villancico     |                         |
| 27* | Mal ferida va la Garça     |              | villancico     |                         |
| 28* | Si te vas a banar, Juanica |              | villancico     | UMB                     |
| 29* | Pange lingua               |              | himno          |                         |
| 30* | Sacris solempniis          |              | himno          |                         |
| 31* | Dixit dominus domino       |              | salmo          |                         |
| 32* | Dixit dominus domino       |              | salmo          |                         |
| 33* | In exitu Israel            |              | salmo          |                         |

### Libro III
| N.º | Obra                                                                     | Compositor | Género musical | Grabaciones |
| --- | ------------------------------------------------------------------------ | ---------- | -------------- | ----------- |
| 34* | Fantasia del primer tono sobre la fa sol la re mi re                     |            | fantasía       |             |
| 35* | Fantasia del segundo tono sobre el secolorum: ut re ut fa mi ut re mi re |            | fantasía       |             |
| 36* | Fantasia del tercero tono sobre mi la sol mi fa sol mi                   |            | fantasía       |             |
| 37* | Fantasia del quarto tono sobre la sol fa re mi                           |            | fantasía       |             |
| 38* | Fantasia del quinto tono sobre fa fa sol mi fa re                        |            | fantasía       |             |
| 39* | Fantasia del sesto tono sobre fa mi re fa sol fa                         |            | fantasía       |             |
| 40* | Fantasia del séptimo tono sobre ut sol mi sol la sol                     |            | fantasía       |             |
| 41* | Fantasia del octavo tono sobre sol mi fa sol mi re                       |            | fantasía       |             |
| 42* | Fantasia del primer tono sobre re mi fa sol mi re                        |            | fantasía       |             |
| 43* | Fantasia del quarto tono sobre la sol la mi fa mi                        |            | fantasía       |             |
| 44* | Fantasia del quarto tono sobre mi la sol mi fa mi                        |            | fantasía       | MTO         |
| 45* | Fantasia del primer tono sobre re la fa sol la re                        |            | fantasía       |             |
| 46  | Fantasia sin paso ninguno                                                |            | fantasía       | MTO         |
| 47  | Fantasia del primer tono                                                 |            | fantasía       |             |
| 48  | Fantasia del primer tono                                                 |            | fantasía       |             |
| 49  | Fantasia del cuarto tono                                                 |            | fantasía       |             |
| 50  | Fantasia del sexto tono                                                  |            | fantasía       |             |
| 51  | Fantasia del sexto tono                                                  |            | fantasía       |             |
| 52  | Fantasia del sexto tono                                                  |            | fantasía       |             |
| 53  | Fantasia del séptimo tono                                                |            | fantasía       |             |
| 54  | Fantasia del segundo tono                                                |            | fantasía       |             |
| 55  | Fantasia del octavo tono                                                 |            | fantasía       |             |
| 56  | Fantasia del octavo tono                                                 |            | fantasía       |             |
| 57  | Fantasia del octavo tono                                                 |            | fantasía       |             |

### Libro IV
| N.º | Obra                                                                      | Compositor       | Género musical | Grabaciones |
| --- | ------------------------------------------------------------------------- | ---------------- | -------------- | ----------- |
| 58* | Missa de Jusquin, de Hercules dux ferrarie                                | Josquin Des Pres | misa           |             |
| 59* | Missa de Jusquin qu va sobre fa re mi re (Missa Faysant regrets)          | Josquin Des Pres | misa           |             |
| 60* | Missa de Jusquin de la fuga (Missa ad fugam)                              | Josquin Des Pres | misa           |             |
| 61* | Missa de super bozes musicales (Missa L'homme armé super voces musicales) | Josquin Des Pres | misa           |             |
| 62  | Benedictus de Jusquin de la missa de Fortuna desesperata                  | Josquin Des Pres | Benedictus     |             |

### Libro V
| N.º | Obra                                                | Compositor       | Género musical | Grabaciones |
| --- | --------------------------------------------------- | ---------------- | -------------- | ----------- |
| 63  | Missa sobre la sol fa re mi                         | Josquin Des Pres | misa           |             |
| 64  | Missa de Jusquin de Gaudeamos                       | Josquin Des Pres | misa           |             |
| 65  | Missa de Jusquin de Ave maris stella                | Josquin Des Pres | misa           |             |
| 66  | Missa de Jusquin De Beata Virgene                   | Josquin Des Pres | misa           |             |
| 67  | Pleni de Jusquin de la missa de Fortuna desesperata | Josquin Des Pres | pleni          |             |

### Libro VI
| N.º | Obra                           | Compositor             | Género musical | Grabaciones |
| --- | ------------------------------ | ---------------------- | -------------- | ----------- |
| 68* | In principio erat verbum       | Josquin Des Pres       | motete         |             |
| 69* | Fuit homo missus               | Nicolas Gombert        | motete         |             |
| 70* | Ave Maria (2a parts de no. 71) | Adrian Willaert        | motete         |             |
| 71* | Pater noster                   | Adrian Willaert        | motete         |             |
| 72* | Tota pulchra                   | Josquin Des Pres       | motete         |             |
| 73* | Dum complerentur               | Juan García de Basurto | motete         |             |
| 74* | Qui seminant in lachrymis      | Nicolas Gombert        | motete         |             |
| 75* | Queramus cum pastoribus        | Jean Mouton            | motete         |             |
| 76* | Miserere mei deus              | Josquin Des Pres       | motete         |             |
| 77  | Decendid angelus               | Cristóbal de Morales   | motete         |             |
| 78  | Angelus domini                 | Juan García de Basurto | motete         |             |
| 79  | Salve Regina                   | Josquin Des Pres       | motete         |             |
| 80* | Tulerunt dominum               | Nicolas Gombert        | motete         |             |

### Libro VII
| N.º | Obra                                              | Compositor            | Género musical | Grabaciones   |
| --- | ------------------------------------------------- | --------------------- | -------------- | ------------- |
| 81  | O dulce vita mea                                  | V. Fontana            |                |               |
| 82  | Toti voria contar (Io ti vorria contare)          | V. Fontana            |                |               |
| 83  | Quanto de vele (Quanto debbe allegrarse)          | V. Fontana            |                |               |
| 84  | Ma dona mala vostra (Madonna mia la vostra)       | V. Fontana            |                | MOR           |
| 85  | La cortesía                                       | V. Fontana            | villanesca     | PLA, MOR, SAT |
| 86  | Tutta tutta sarissi                               | V. Fontana            |                |               |
| 87* | Sempre me fingo                                   |                       |                | AGR, WAL      |
| 88* | A quand'a quand'haveva                            | Adrian Willaert       |                | LIV           |
| 89* | Lagrime mesti et voi sospir dolenti               | Adrian Willaert       |                |               |
| 90* | Madonna mia fa (mi bona offerta)                  | Adrian Willaert       |                | AGR           |
| 91* | O bene mio fa famm'uno favore                     | Adrian Willaert       |                | LIV, MAL      |
| 92  | Mon pere aussi ma mere ma voulu marier            |                       |                |               |
| 93  | Que faran del pobre Joan                          | Mateo Flecha el viejo | villancico     |               |
| 94  | Canción Francesa Sparsi sparcium (O passi sparsi) | S. Festa              |                | MTO           |
| 95  | Vostra fui                                        | Jacques Arcadelt      |                |               |

## Discografía
La siguiente discografía se ha ordenado por año de grabación, pero la referencia es la de la edición más reciente en CD. No se incluyen las recopilaciones, sólo los discos originales.
- 1955 - [VIC] Victoria de los Ángeles. Five centuries of Spanish Songs. Victoria de los Ángeles. . La versión en CD está junto con otras grabaciones en la recopilación: Cantos de España. Victoria de los Ángeles. EMI Classics 7243 5 66 937 2 2.
- 1969 - [FRE] Spanish vihuelists of the 16th century III. Jorge Fresno. Hispavox HHS 23 (LP).  . La edición en CD viene acoplada junto con otras grabaciones en: Vihuelistas Españoles (s. XVI)
- 1974 - [BER] Old Spanish Songs. Spanish songs from the Middle Ages and Renaissance. Teresa Berganza y Narciso Yepes. . La edición en CD viene acoplada junto con otras grabaciones en: Deutsche Grammophon 435 648-2.
- 1975 - [PLA] Danzas del Renacimiento. Conjunto instrumental "Pro Música Hispaniarum". Roberto Pla. Hispavox CDM 5 65726 2.
- 1977 - [JOR] Lieder und Tänze der Cervantes-Zeit (1547-1616). Hespèrion XX. Jordi Savall. EMI 7 63145 2.
- 1990 - [LIV] The Art of Flemish Song. In the Courts of Europe. Live Oak. Centaur Records 2109.
- 1991 - [FER] Nunca más verán mis ojos. Música para vihuela. Alfred Fernández. Enchiriadis EN 2004.
- 1991 - [RUM] Music of the Spanish Renaissance. Shirley Rumsey. Naxos 8.550614.
- 1992 - [MOR] Canto del Cavallero. José Miguel Moreno. Glossa 920101.
- 1993 - [SAT] The Art Of Spanish Variations. Toyohiko Satoh. Channel Classics
- 1993 - [WAL] Ay de Mi!. Music for Vihuela and Voice. Frank Wallace. Centaur
- 1994 - [MAL] Willaert: Villanelle, Chansons, Madrigali. Romanesque. [Philippe Malfeyt]]. Ricercar 151145.
- 1995 - [ROM] Al alva venid. Música profana de los siglos XV y XVI. Ensemble La Romanesca. José Miguel Moreno, Marta Almajano, Paolo Pandolfo. Glossa 920203.
- 1995 - [IBE] Songs and dances from the Spanish Renaissance. Camerata Iberia. MA Records MA 035A.
- 1996 - [OLA] Mudéjar. Begoña Olavide, etc. MA Records MA 042A.
- 1996 - [SAR] Sepharad. Songs of the Spanish Jews in the Mediterranean and the Ottoman Empire. Sarband. Bmg Int'l
- 1996 - [ABT] Dreams of a lost era. Spanish Renaissance Music. Walter Abt. Koch Schwann 3-1426-2
- 1997 - [AGR] Music for Philip of Spain and his four wives. Charivari agréable. Nicki Kennedy, Rodrigo del Pozo. Signum 006.
- 1998 - [JMM] Canción del Emperador. José Miguel Moreno. Glossa 920108
- 1999 - [UMB] Chacona. Renaissance Spain in the Age of Empire. Ex Umbris. Dorian 93207.
- 2000 - [RIA] Claros y Frescos Ríos. José Miguel Moreno, Núria Rial. Glossa
- 2000 - [ALF] Valderrabano y los vihuelistas castellanos. Alfred Fernández. Unacorda UCR0012000.
- 2001 - [SAN] A Tierras Ajenas. Clara Sanabras. The Orchard
- 2002 - [ECR] Estevan Daça: El Parnasso. El Cortesano. José Hernández Pastor. Arcana A316
- 2003 - [CAB] Songs of the Spanish Renaissance, Vol. 1. Montserrat Caballé, Manuel Cubedo. RCA
- 2003 - [RIV] Tañer de gala. Juan Carlos Rivera. Cantus Records C 9631.
- 2005 - [HES] Don Quijote de la Mancha. Romances y Músicas.  Hespèrion XXI y La Capella Reial de Catalunya. Jordi Savall. Alia Vox AVSA 9843 A+B (2 SACD).
- 2009 - [ECR] Si me llaman: Diego Pisador, Salamanca 1552. El Cortesano. José Hernández Pastor. Carpe Diem CD16276

- 2014 - [MTO] Endechas Si los delfines mueren de amores. Shigeo Mito. N&S AVANCE NSCD-54504